# Polinom monic
În algebră un polinom monic este un polinom de o singură variabilă, diferit de zero, în care coeficientul determinant (coeficientul termenului de cel mai înalt grad) este egal cu 1. Adică, un polinom monic este un polinom de forma
{\displaystyle x^{n}+c_{n-1}x^{n-1}+\cdots +c_{2}x^{2}+c_{1}x+c_{0},}
cu {\displaystyle n\geq 0.}

## Folosire
Polinoamele monice sunt utilizate pe scară largă în algebră și teoria numerelor, deoarece aduc multe simplificări și evită împărțirile și numitorii. Aici sunt cateva exemple.
Fiecare polinom este asociat unui polinom monic unic. În special, proprietatea de factorizare unică a polinoamelor poate fi afirmată astfel: „Fiecare polinom poate fi factorizat în mod unic ca produsul coeficientului său determinant și un produs de polinoame ireductibile⁠(d) monice.
Formulele lui Viète sunt mai simple în cazul polinoamelor monice: „A i-a funcție simetrică elementară a rădăcinilor unui polinom monic de grad n este egală cu {\displaystyle (-1)^{i}c_{n-i},} unde {\displaystyle c_{n-i}} este coeficientul termenului de a (n−i)-a putere a variabilei.”
Împărțirea euclidiană a unui polinom cu un polinom monic nu introduce împărțiri ale coeficienților. Prin urmare, este definită pentru polinoame cu coeficienți într-un inel comutativ.
Numerele întregi algebrice sunt definite ca rădăcinile polinoamelor monice cu coeficienți întregi.

## Proprietăți
Orice polinom de o singură variabilă diferit de zero poate fi scris drept
{\displaystyle c_{n}x^{n}+c_{n-1}x^{n-1}+\cdots c_{1}x+c_{0},}
unde {\displaystyle c_{n},\ldots ,c_{0}} cunt coeficienții polinomului, iar coeficientul determinant {\displaystyle c_{n}} nu este nul. Prin definiție, acest polinom este monic dacă {\displaystyle c_{n}=1.}
Un produs de polinoame este monic dacă și numai dacă toți factorii sunt monici. Condiția „dacă” implică faptul că polinoamele monice dintr-un inel de polinoame⁠(d) de o singură variabilă peste un inel comutativ formează un monoid pentru înmulțirea polinoamelor.
Două polinoame monice sunt asociate dacă și numai dacă sunt egale, deoarece înmulțirea unui polinom cu o constantă diferită de zero produce un polinom cu această constantă drept coeficient determinant.
Divizibilitatea induce o ordine parțială⁠(d) pe polinoamele monice. Acest lucru rezultă aproape imediat din proprietățile precedente.

## Ecuații polinomiale
Fie {\displaystyle P(x)} o ecuație polinomială, unde P este un polinom de o singură variabilă, de gradul n. Dacă se împart toți coeficienții lui P la coeficientul său determinant {\displaystyle c_{n}}, se obține o nouă ecuație polinomială care are aceleași soluții și constă în egalarea cu zero a unui polinom monic.
De exemplu, ecuația
{\displaystyle 2x^{2}+3x+1=0}
este echivalentă cu ecuația monică
{\displaystyle x^{2}+{\frac {3}{2}}x+{\frac {1}{2}}=0.}
Când coeficienții sunt nespecificați sau aparțin unui corp unde rezultatele împărțirilor nu sunt fracții (cum ar fi {\displaystyle \mathbb {R} ,\mathbb {C} ,} sau un corp finit), această reducere la ecuații monice poate fi o simplificare. Pe de altă parte, după cum arată exemplul anterior, atunci când coeficienții sunt numere întregi explicite, polinomul monic asociat este în general mai complicat. Prin urmare, polinoamele primitive sunt adesea folosite în locul polinoamelor monice atunci când se lucrează cu coeficienți întregi.

## Polinoame de mai multe variabile
De obicei termenul „monic” nu este folosit pentru polinoamele de mai multe variabile. Totuși, un polinom de mai multe variabile poate fi privit ca un polinom de o variabilă, coeficienții fiind polinoame de celelalte variabile. A fi „monic” depinde astfel de alegerea unei variabile „principale”. De exemplu, polinomul
{\displaystyle p(x,y)=2xy^{2}+x^{2}-y^{2}+3x+5y-8}
este monic dacă este considerat un polinom în x cu coeficienți care sunt polinoame în y:
{\displaystyle p(x,y)=x^{2}+(2y^{2}+3)\,x+(-y^{2}+5y-8);}
dar nu este monic dacă este considerat un polinom în y cu coeficienți care sunt polinoame în x:
{\displaystyle p(x,y)=(2x-1)\,y^{2}+5y+(x^{2}+3x-8).}
În oricare definiție, un produs de polinoame este monic dacă și numai dacă toți factorii sunt monici și fiecare polinom este asociat cu un singur polinom monic.